# Julian Tokarski (1903–1977)

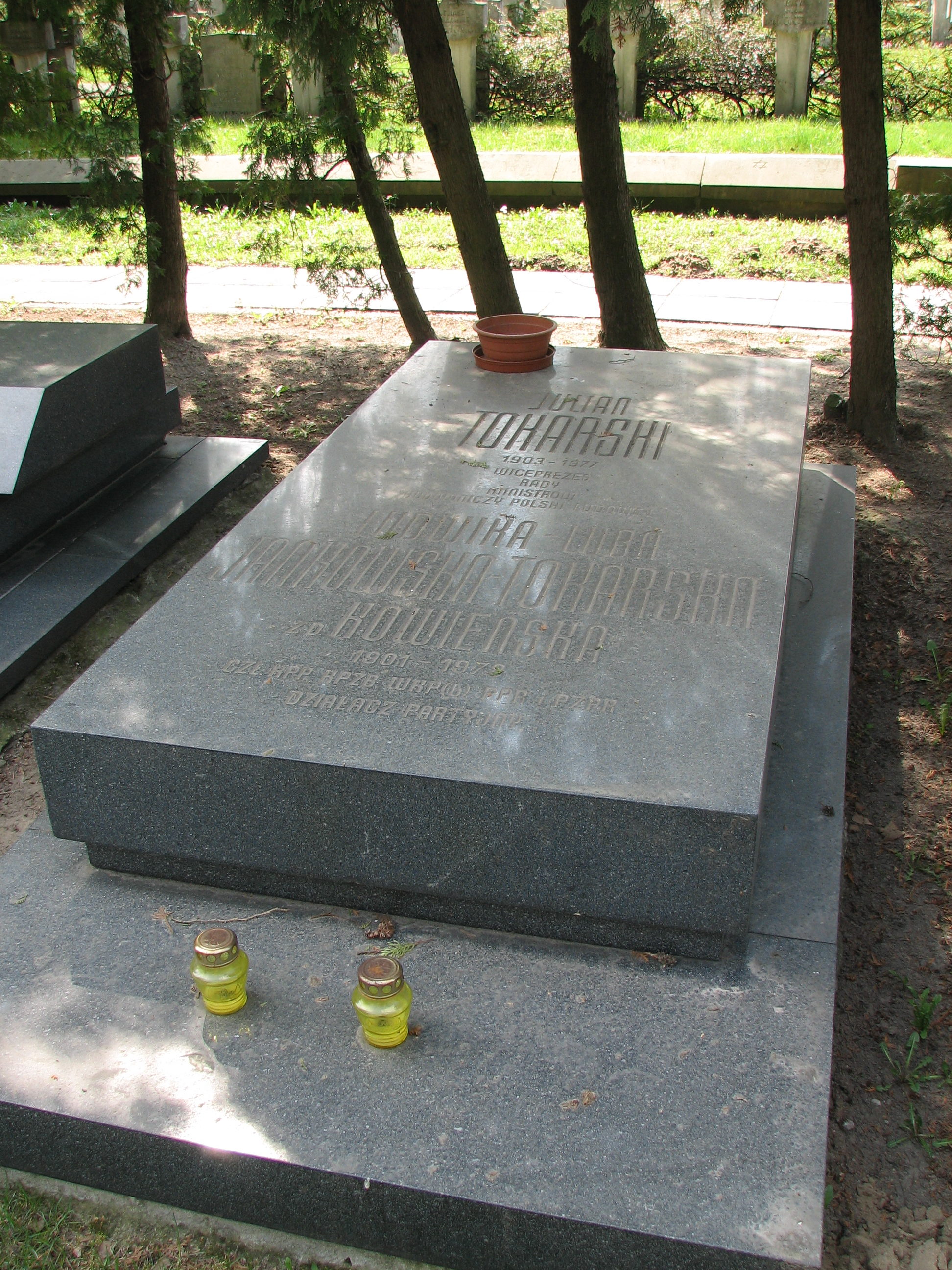
Grób Juliana Tokarskiego i jego żony Luby Kowieńskiej, od 1930 Ludwiki

Julian Tokarski, właśc. Wiktor Bożek (ur. 25 grudnia 1903 w Czersku, zm. 15 sierpnia 1977 w Warszawie) – polski tokarz i polityk, komunista, minister przemysłu ciężkiego (1950–1952), minister przemysłu maszynowego (1952–1955), minister przemysłu motoryzacyjnego (1955–1956) i wiceprezes Rady Ministrów (1959–1965). Poseł na Sejm PRL I, III i IV kadencji, od 1965 do 1969 członek Rady Państwa. Budowniczy Polski Ludowej.

## Życiorys
Urodził się w robotniczej rodzinie Józefa i Wiktorii. Zdobył wykształcenie podstawowe, w późniejszym wieku uzupełnione do poziomu średniego. Pracował jako tokarz i działał w ruchu komunistycznym od lat 20. XX wieku, od 1921 członek Komunistycznej Partii Polski, w latach 1927–1929 członek Komitetu Centralnego i Sekretariatu KC Związku Młodzieży Komunistycznej w Polsce. Od 1929 przebywał w Związku Radzieckim, studiował w Międzynarodowej Szkole Leninowskiej w Moskwie, był członkiem Wszechzwiązkowej Komunistycznej Partii (bolszewików). W latach 1943–1944 oficer polskich jednostek wojskowych w Związku Radzieckim. Od 1944 członek Polskiej Partii Robotniczej, komisarz polityczny, zastępca dowódcy 1 Korpusu Pancernego ds. polityczno-wychowawczych w Wojsku Polskim, w 1945 na analogicznym stanowisku w Korpusie Bezpieczeństwa Wewnętrznego. W 1946 był w stopniu podpułkownika.
Po 1945 pracował w terenowym i centralnym aparacie partyjnym, w latach 1947–1948 I sekretarz Komitetu Wojewódzkiego PPR Warszawa-województwo. W latach 1948–1949 był sekretarzem, a w 1950 I sekretarzem Warszawskiego Komitetu Wojewódzkiego Polskiej Zjednoczonej Partii Robotniczej. W PZPR pełnił funkcje m.in. zastępcy członka Komitetu Centralnego (1948–1950), członka KC (1950–1968), członka Biura Organizacyjnego KC (1950–1954), członka Centralnej Komisji Kontroli Partyjnej (1968–1971). Ponadto w latach 1949–1950 był zastępcą kierownika Wydziału Organizacyjnego KC, w 1950 I sekretarzem Komitetu Warszawskiego, później w 1950 kierownikiem Wydziału Kadr KC, a 1959 zastępcą kierownika Wydziału Ekonomicznego KC.
Od 1950 sprawował także liczne funkcje państwowe. W latach 1950–1952 minister przemysłu ciężkiego, w latach 1952–1955 minister przemysłu maszynowego, w latach 1959–1965 wicepremier, a następnie do 1969 członek Rady Państwa. W okresie poza pracą w rządzie był dyrektorem „Zakładu Produkcji Półprzewodników Tewa” i Zakładu Wyrobów Wtórnych w Warszawie (1957–1959).
W latach 1952–1956 i 1961–1969 poseł na Sejm PRL I, III i IV kadencji; od 1969 na emeryturze. 
Jego żoną była Ludwika Jankowska (1901–1978). Pochowany z honorami wojskowymi 18 sierpnia 1977 na Cmentarzu Wojskowym na Powązkach w Warszawie (kwatera B4-tuje-22). W pogrzebie uczestniczyli przedstawiciele najwyższych władz partyjnych i państwowych: premier Piotr Jaroszewicz, członkowie Biura Politycznego KC PZPR Jerzy Łukaszewicz i Tadeusz Wrzaszczyk oraz wicepremierzy Zdzisław Tomal, Franciszek Kaim i Kazimierz Olszewski. Mowę pogrzebową nad trumną wygłosił Piotr Jaroszewicz.

## Ordery i odznaczenia
Posiadał m.in. następujące odznaczenia:
- Order Budowniczych Polski Ludowej (1964)[4]
- Order Sztandaru Pracy I klasy
- Krzyż Komandorski z Gwiazdą Orderu Odrodzenia Polski
- Krzyż Komandorski Orderu Odrodzenia Polski (24 maja 1946)[5]
- Krzyż Oficerski Orderu Odrodzenia Polski
- Krzyż Srebrny Orderu Virtuti Militari
- Order Krzyża Grunwaldu III klasy (2 stycznia 1946)[6]
- Odznaka 1000-lecia Państwa Polskiego (1966)[7]
- Odznaka honorowa „Za zasługi dla Gdańska” (1960)[8]
- Odznaka honorowa „Za Zasługi dla Warszawy” (1965)[9]
- Złota odznaka „Za zasługi dla województwa warszawskiego” (1962)[10]
- Tytuł honorowego obywatela Przemyśla (1961)[11]
- Odznaka honorowa Związku Zawodowego Budowlanych (1963)[12]